# Okręg Tepelena
Okręg Tepelena (alb. rrethi i Tepelenës) – jeden z trzydziestu sześciu okręgów administracyjnych w Albanii; leży w południowej części kraju, w obwodzie Gjirokastra. Liczy ok. 24 tys. osób (2008) i zajmuje powierzchnię 817 km². Jego stolicą jest Tepelena.
Inne miasta: Memaliaj.
W skład okręgu wchodzi dziesięć gmin: dwie miejskie Memaliaj, Tepelenë oraz osiem wiejskich Buz, Memaliaj Fshat, Krahës, Kurvelesh, Lopës, Luftinjë, Qendër, Qesarat.